# Gonçalo de Carvalho

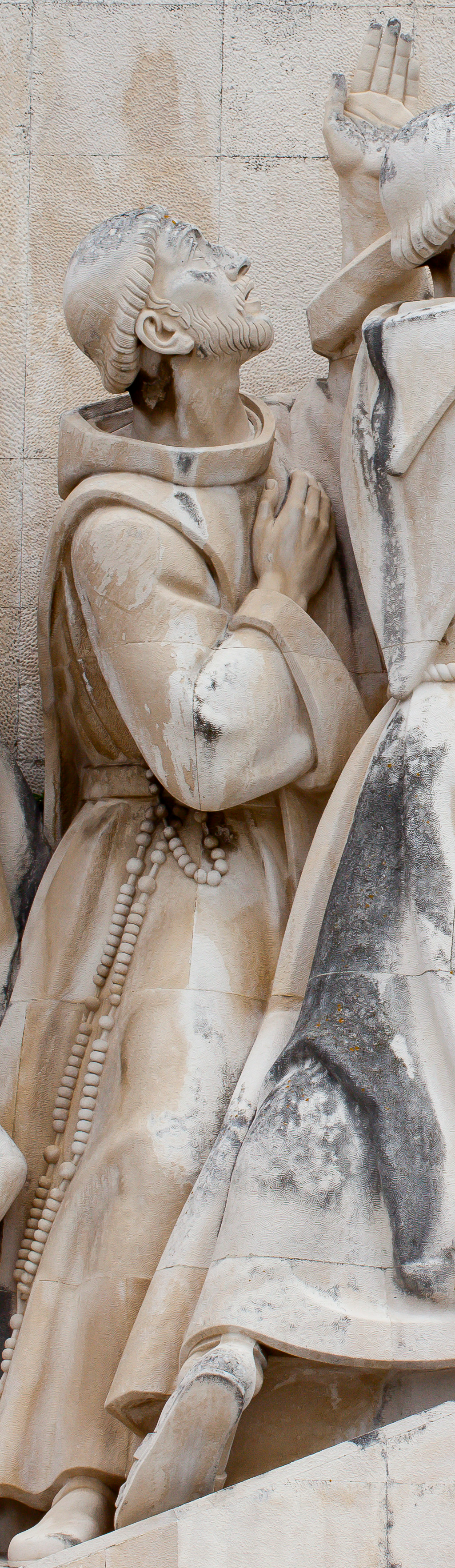
Efígie de Frei Gonçalo de Carvalho no Padrão dos Descobrimentos, em Lisboa, Portugal.

Frei Gonçalo de Carvalho (século XV) foi um religioso português da Ordem dos Dominicanos.
Encontra-se representado entre as figuras no Monumento aos Descobrimentos, em Lisboa.
Destacou-se por sua ação na Índia, onde contribuiu para o combate ao infiel, criando comunidades católicas.
Posteriormente, a pedido do rei do Congo, D. Álvaro II, promoveu comunidades católicas naquele reino para combate ao infiel.